# Берегівська міська територіальна громада
Берегівська міська громада — територіальна громада в Україні, в Берегівському районі Закарпатської області. Адміністративний центр — місто Берегове.
Площа громади —  км², населення —  мешканців (2020).
Утворена 12 червня 2020 року шляхом об'єднання Берегівської міської ради та Бадалівської, Бенянської, Боржавської, Варівської, Великобактянської, Галаборської, Гатянської, Гечанської, Кідьошської, Мужіївської, Оросіївської, Четфалвівської, Чомської і Яношівської сільських рад Берегівського району.

## Населені пункти
У складі громади 1 місто (Берегове) і 17 сіл:
- с. Затишне
- с. Бадалово
- с. Бене
- с. Боржава
- с. Вари
- с. Велика Бакта
- с. Галабор
- с. Гать
- с. Чикош-Горонда
- с. Геча
- с. Кідьош
- с. Мужієво
- с. Оросієво
- с. Четфалва
- с. Чома
- с. Яноші
- с. Балажер

## Старостинські округи
- Бадалівський
- Бенянський
- Боржавський
- Варівський
- Великобактянський
- Галаборський
- Гатянський
- Гечанський
- Кідьошський
- Мужіївський
- Оросіївський
- Четфалвівський
- Чомський
- Яношівський[4]